# Paper toy
 (décembre 2013).
Si vous disposez d'ouvrages ou d'articles de référence ou si vous connaissez des sites web de qualité traitant du thème abordé ici, merci de compléter l'article en donnant les références utiles à sa vérifiabilité et en les liant à la section « Notes et références ».
Littéralement, Paper Toy signifie «jouet en papier». Issu de l’art ancestral de l’origami et plus généralement des méthodes de pliage du papier, le paper toy est une simplification de la pratique du papercraft. C'est un loisir créatif : il sert à s'occuper, à se divertir et à décorer sa maison.  Plus simple, plus ludique et donc plus accessible, il connaît depuis 2008 un véritable essor mondial, notamment sur Internet, où les patrons sont gracieusement distribués ou échangés. 

## Confection et assemblage
Prenant généralement la forme de petits personnages, les paper toys sont découpés, pliés et assemblés à partir d’un patron personnalisé (ou «gabarit»), créé sur la base d'une création originale en volume ou simplement adapté («custom»). Des milliers de paper toys sont aujourd'hui disponibles sur la toile et certaines créations sont de véritables œuvres d’art, signées par des designers mondialement reconnus (Shin Tanaka, Tougui, etc.). Les amateurs téléchargent les modèles, puis à l’aide quelques accessoires rudimentaires (papier, imprimante, ciseaux, colle, etc.), les assemblent pour décorer leur intérieur ou les collectionner.

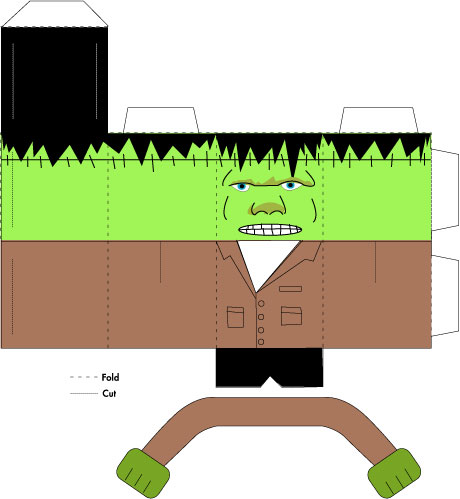
Le patron d'un Paper toy.
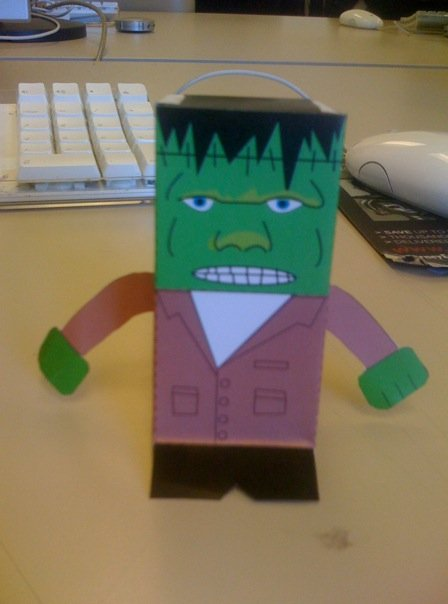
Le même, l'assemblage effectué.

## Concepteurs
De nombreux concepteurs ou artistes sont à l’origine de ces réalisations. On les appelle « papetoy makers ». Ce mouvement fédère aujourd’hui une large communauté, composée d’illustrateurs, de graphistes, de street-artists, ou de simples passionnés. Des artistes qui les conçoivent aux fans qui les affectionnent, la dynamique « do-it-yourself » qui accompagne le phénomène encourage même les fans à devenir artistes et vice versa.